# Santa Maria del Coll (Calmella)
Santa Maria o Nostra Senyora del Coll és un santuari de la comuna rossellonesa de Calmella, a la comarca dels Aspres, o del Rosselló, a la Catalunya del Nord.
Està situada a l'extrem nord del terme de Calmella, al costat mateix del Coll de Bellpuig, d'on el nom del santuari. És a tocar dels límits dels termes de Calmella, Prunet i Bellpuig i Queixàs. Des del santuari hi ha un excel·lent panorama sobre els Aspres i la Plana del Rosselló.

## Història
Esmentada el 1228 (Sancta Maria de Collo), l'edifici romànic desaparegué en una reconstrucció del segle xv.

## Característiques
És una església petita, d'una sola nau, amb absis a llevant. Té les característiques del gòtic rural català, però conserva l'absis de clares traces romàniques.

## Aplec
S'hi celebra el dia 8 de setembre de cada any, amb assistència d'habitants de tots els pobles dels entorns.